# Sè (Mono)
Sè è un arrondissement del Benin situato nella città di Houéyogbé (dipartimento di Mono) con 21.973 abitanti (dato 2006).